# Laurent Sénéchal
Laurent Sénéchal (1978) è un montatore francese, candidato al Premio Oscar al miglior montaggio per Anatomia di una caduta.

## Biografia
Dall'inizio degli anni 2000, Laurent Sénéchal ha lavorato come montatore e assistente al montaggio moltissime produzioni televisive e cinematografiche. È solito lavorare con i registi Arthur Harari e Justine Triet. Nel 2024 è stato candidato al Premio Oscar e ha vinto il Premio César e l'European Film Awards al miglior montaggio per Anatomia di una caduta.

## Filmografia

### Cinema
- Je suis heureux que ma mère soit vivante, regia di Claude Miller e Nathan Miller (2009)
- Venere nera (Vénus noire), regia di Abdellatif Kechiche (2010)
- Marsupilami (Sur la piste du Marsupilami), regia di Alain Chabat (2012)
- Diamant noir, regia di Arthur Harari (2016)
- Tutti gli uomini di Victoria (Victoria), regia di Justine Triet (2016)
- Wallay, regia di Berni Goldblat (2017)
- C'est ça l'amour, regia di Claire Burger (2018)
- Sibyl - Labirinti di donna (Sibyl), regia di Justine Triet (2019)
- Onoda - 10.000 notti nella giungla (Onoda, 10 000 nuits dans la jungle), regia di Arthur Harari (2021)
- Anatomia di una caduta (Anatomie d'une chute), regia di Justine Triet (2023)
- Les Fantômes, regia di Jonathan Millet (2024)

### Televisione
- Commissario Navarro (Navarro) - serie TV, 3 episodi (2004-2006)
- Joséphine, ange gardien - serie TV, 3 episodi (2005-2008)
- Vérités assassines, regia di Arnaud Sélignac - film TV (2007)
- Divine Émilie, regia di Arnaud Sélignac - film TV (2007)
- Chez Maupassant - serie TV, 2 episodi (2007-2008)
- Camping Paradis - serie TV, episodio 1x02 (2008)
- Little Murders by Agatha Christie (Les Petits Meurtres d'Agatha Christie) - serie TV, episodio 1x02 (2009)
- Les Edelweiss - serie TV, episodio 1x01 (2010)
- Au siècle de Maupassant: Contes et nouvelles du XIXème siècle - serie TV, episodio 1x01 (2010)
- La nouvelle Blanche Neige, regia di Laurent Bénégui - film TV (2011)
- Jo - serie TV, 5 episodi (2013)
- Transporter: The Series - serie TV, 2 episodi (2014)

### Cortometraggi
- Bohalle, regia di Benoît Boussard (2002)
- La déhottée, regia di Benjamin Altur-Ortiz (2002)
- Des jours dans la rue, regia di Arthur Harari (2005)
- La main sur la gueule, regia di Arthur Harari (2007)
- Nid d'oiseau, regia di Ho Lam (2009)
- Des ombres dans la maison, regia di Justine Triet (2010)
- Dahu, regia di Tom Harari (2011)
- Peine perdue, regia di Arthur Harari (2013)
- Madeleine et les deux Apaches, regia di Christelle Lheureux (2014)
- La nuit tombe, regia di Benjamin Papin (2014)
- Le collectionneur, regia di Thomas Lévy-Lasne (2017)
- Le cinéma de maman, regia di Valérie Donzelli (2018)
- Dilemne, Dilemne, regia di Jacky Goldberg (2023)

## Riconoscimenti
- Premio Oscar
  - 2024 - Candidatura al miglior montaggio per Anatomia di una caduta
- Premio BAFTA
  - 2024 - Candidatura al miglior montaggio per Anatomia di una caduta
- Premio César
  - 2024 - Miglior montaggio per Anatomia di una caduta
- European Film Awards
  - 2023 - Miglior montaggio per Anatomia di una caduta